# UC-29号潜艇
陛下之UC-29号艇是德意志帝国海军于第一次世界大战期间建造的其中一艘UC-II型近岸布雷潜艇或称U艇。它由汉堡的伏尔铿船厂承建，于1916年7月15日新船下水，至同年8月15日交付使用。其全长49.45米，水面及水下排水量分别为400吨和480吨，艇载武器则包括三具鱼雷发射管、六具水雷滑射槽以及一门88毫米口径甲板炮。UC-29号入役后曾被部署至北海的第一潜艇区舰队，并参与了大西洋潜艇战。通过其七次巡逻，共直接或间接击沉18艘协约国或中立国舰船，容积总吨累计为21909吨。1917年6月7日，UC-29号在瓦伦西亚岛以西海域遭英国Q船帕加斯特号击沉，造成艇内23名官兵阵亡，仅2人幸存。

## 设计
1915年秋天，由于中立国美国的干预，U艇战几乎陷入停顿，导致德国广泛开展《国际法》所允许的水雷战，从而使布雷潜艇的需求量相应增加。德意志帝国海军潜艇监察局（Inspektion des U-Bootwesens）的开发部门留意到了这一点，遂以UB-II型为基础，按照兼顾布雷效率和生产速度的要求，以41号工程的名义设计了UC-II型潜艇。为了弥补前型UC-I型的缺陷，UC-II型艇不仅更大，而且采用双轴推进系统。然而，与前型最主要的区别在于，UC-II型艇重新运用了双壳体结构。但它并非纯粹的双体潜艇，而是一种中间过渡型；因为外层没有封闭耐压壳体，而是作为鞍形水柜附在上方。
UC-29号是64艘UC-II型方案的其中一艘。这个亚型的艇体结构与UB-II型类似，但体积更大，全长为49.45米，并有3.68米的吃水深度；由于不再考虑铁路运输的装载限界，舷宽也得以增至5.22米。其水上和水下排水量分别为400吨和480吨。艇只采用两台戴姆勒六缸四冲程500匹公制馬力（370千瓦特）柴油机用于水面运行，以及两台460匹公制馬力（340千瓦特）的西门子-舒克特电动发电机用于水下航行；水面最高航速11.6節（21.5每小時），水下6.6節（12.2每小時）；能够在水面以7節（13每小時）航速续航9,260海里（17,150），或以4節（7.4每小時）连续在水下航行53海里（98）而无需充电。其潜没需时约为48秒，能够在50米的深度下运作。
作为布雷潜艇，UC-29号改将六具布雷滑射槽安装在艇体前部，每具储存井内的水雷数量增至3枚，即合共18枚UC200型水雷。布雷时只需将存储井底部的盖板打开，水雷便可凭借自身重量滑入水中。随着滑射槽长度增加，艇体艏楼的上层建筑被抬高，上层建筑与司令塔之间的凹陷处布置了一门88毫米30倍径速射炮作为甲板炮。但由于位置相对较低，火炮甲板在恶劣海况下很容易被涌浪淹没。此外，UC-29号还装备有三具500毫米鱼雷发射管，这极大提升了潜艇的攻击能力。其中艇艏两具外置在两侧、艇艉一具则为内置式，并可搭载合共7枚G6型鱼雷。其标准船员编制为3名军官及23名水兵。

## 历史
UC-29号是汉堡伏尔铿船厂承建的首批（UC-25至UC-33号）UC-II型潜艇的五号艇，由国家海军办公室于1915年8月29日订购，建造编号为68。它于1916年7月15日新船下水，至同年8月15日正式交付使用，随即展开海试。其唯一一任艇长是曾指挥过UC-10和UB-28号的海军中尉恩斯特·罗泽诺。完成海试后，该艇于10月19日被编入驻布伦斯比特尔科格的第一潜艇区舰队服役。
在不足一年的役期中，UC-29号参与了大西洋潜艇战，足迹遍及英格兰东岸、英吉利海峡和爱尔兰岛西岸等多处水域。通过其七次布雷及破交战巡逻，UC-29号合共击沉协约国或中立国的16艘商船和2艘辅助军舰，容积总吨累计为21909吨。此外，体积最大的受害者是注册吨位为9587吨的英国油轮圣弗拉特诺号（San Fraterno）；它于1917年2月10日从阿瑟港驶往福斯湾途中，在因奇基斯岛附近触雷，但并未沉没。
1917年6月7日，已在锡利群岛周边袭击了三艘船的UC-29号至瓦伦西亚岛以西海域（51°50′N 11°50′W / 51.833°N 11.833°W）遇到了正在巡逻、由海军中校戈登·坎贝尔指挥的英国伪装Q船帕加斯特号。当帕加斯特号接近U艇的位置时，UC-29号于8:00发射了一枚鱼雷，击中帕加斯特号的轮机舱。不久之后，坎贝尔命令他的恐慌小队撤离，一群伪装成商船船员的人在模拟混乱中弃船而去，以进一步让U艇相信可以安全接近。UC-29号以潜望镜的深度逼近，然后在帕加斯特号及其放下的小艇周围盘旋，以检视对方是否有隐藏武器的迹象。U艇随后浮出水面，打算审问船上的船员，但为了靠近对方，潜艇又绕过了轮船的船尾。此举显然已奏效，在上午8:36，当UC-29号离帕加斯特号只有50碼（46）时，坎贝尔下令开火。帕加斯特号的炮手多次命中U艇，尤其严重破坏了司令塔，UC-29号的船员们开始弃艇，举手投降。坎贝尔下令停火，随后U艇开始离开水面，驶入周围的薄雾中。此时，为了防止U艇逃跑（帕加斯特号已失效，无法追击），坎贝尔再次开火，并一直持续至上午8:40，UC-29号最终爆炸沉没。其艇内共有23名官兵阵亡，仅2人幸存。

## 袭击历史摘要
| 日期           | 船名              | 船籍         | 吨位 | 结局 |
| -------------- | ----------------- | ------------ | ---- | ---- |
| 1916年11月17日 | 坎甘尼亚号        | 英国         | 1143 | 击沉 |
| 1917年1月23日  | 肖氏族号          | 英国         | 3943 | 击沉 |
| 1917年1月24日  | 桑妮瓦号          | 挪威         | 589  | 击沉 |
| 1917年2月5日   | 报春花号          | 英国         | 136  | 击沉 |
| 1917年2月9日   | 耶索号            | 英國皇家海軍 | 229  | 击沉 |
| 1917年2月10日  | 圣弗拉特诺号      | 英国         | 9587 | 击伤 |
| 1917年2月11日  | 诺伍德号          | 英国         | 798  | 击沉 |
| 1917年2月11日  | 罗诺克号          | 英国         | 3455 | 击伤 |
| 1917年3月1日   | 赫伯特·英格拉姆号 | 英国         | 142  | 击沉 |
| 1917年3月1日   | 红帽子号          | 英国         | 199  | 击沉 |
| 1917年3月3日   | 诺森布里亚号      | 英國皇家海軍 | 211  | 击沉 |
| 1917年3月14日  | 斯托拉斯号        | 挪威         | 3041 | 击沉 |
| 1917年4月24日  | 阿普顿堡号        | 英国         | 145  | 击沉 |
| 1917年4月27日  | 尼代尔文号        | 挪威         | 1262 | 击沉 |
| 1917年4月27日  | 朗希尔德号        | 挪威         | 1117 | 击沉 |
| 1917年4月29日  | 卡尔博一号        | 丹麦         | 1385 | 击沉 |
| 1917年5月1日   | 火光号            | 英国         | 1143 | 击沉 |
| 1917年6月3日   | 伊丽莎白号        | 法國         | 2061 | 击沉 |
| 1917年6月3日   | 梅维斯号          | 英國皇家海軍 | 1295 | 击伤 |
| 1917年6月4日   | 松万号            | 挪威         | 2206 | 击沉 |
| 1917年6月7日   | 帕加斯特号        | 英國皇家海軍 | 2817 | 击伤 |
| 1917年8月3日   | 霍恩彻奇号        | 英国         | 2159 | 击沉 |

## 脚注
1. 1 2 3 4  Helgason, Guðmundur. . German and Austrian U-boats of World War I - Kaiserliche Marine - Uboat.net.   [2009-02-22].
2. ↑  Tarrant，第173頁.
3. 1 2 3  Gröner 1991，第31-32頁.
4. 1 2  Helgason, Guðmundur. . German and Austrian U-boats of World War I - Kaiserliche Marine - Uboat.net.   [2015-02-16].
5. ↑  陈进，第48頁.
6. ↑  陈进，第46頁.
7. ↑  Michelsen，第48頁.
8. ↑  陈进，第165頁.
9. ↑  NARS，第125頁.
10. 1 2  Helgason, Guðmundur. . German and Austrian U-boats of World War I - Kaiserliche Marine - Uboat.net.   [2015-02-16].
11. ↑  Helgason, Guðmundur. . German and Austrian U-boats of World War I - Kaiserliche Marine - Uboat.net.   [2022-08-24].
12. ↑  Kemp，第29頁.